# Clitoria arborescens
Clitoria arborescens är en ärtväxtart som beskrevs av Robert Brown. Clitoria arborescens ingår i släktet Clitoria, och familjen ärtväxter. Inga underarter finns listade i Catalogue of Life.